# Abarth 695 Edizione Maserati

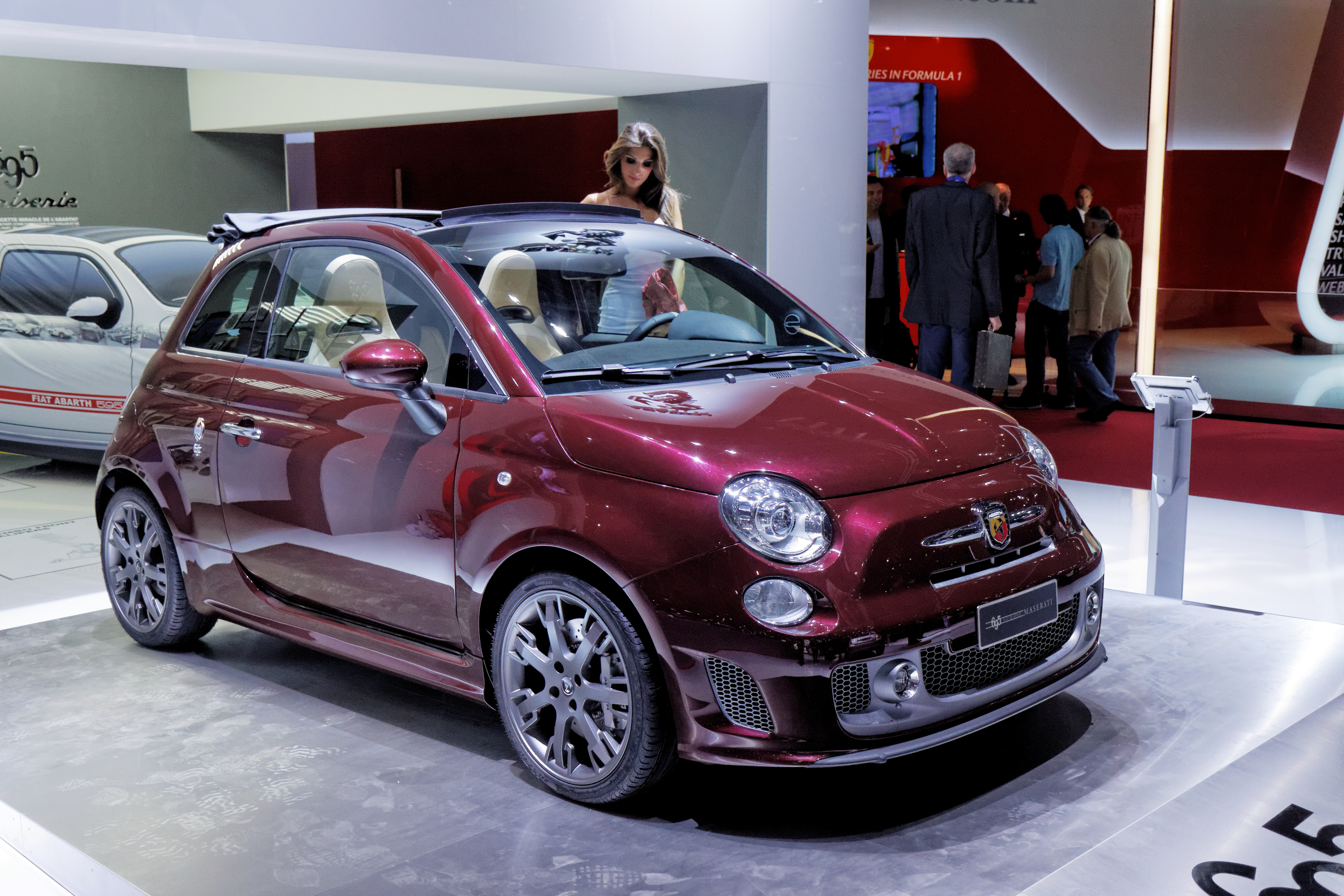
Abarth 695 Edizione Maserati

Der Abarth 695 Edizione Maserati ist ein ab 2012 gebauter und vermarkteter  Kleinstwagen von Abarth, der Tuningtochter von Fiat Chrysler Automobiles. Das Auto basiert auf dem Fiat 500 und wurde nur als Cabriolimousine (mit Verdeck) produziert. Es ist eine ausverkaufte Sonderedition mit 480 produzierten Exemplaren. Der Preis betrug 38.260 Euro.

## Technik und Ausstattung
Der Abarth 695 Edizione Maserati hat einen 1,4-Liter-Reihenvierzylinder-Turbo-Ottomotor (T-JET) mit einem Hubraum von 1368 cm³ und einer Leistung von 180 PS (132 kW). Das maximale Drehmoment beträgt 250 Nm bei 5500/min. Der Turbolader ist ein Garrett 1446. Über ein halbautomatisches Fünfganggetriebe „Abarth Competizione“ aus der Baureihe „C510“ wird die Kraft an die Vorderräder übertragen. Geschaltet wird mit Schaltwippen am Lenkrad. Zudem hat das Auto eine elektrische Servolenkung mit Sportmodus, ein Sportfahrwerk mit tiefergelegter Karosserie und 7×17″-Leichtmetallrädern mit 205/40-R17-Reifen.   Die vorderen Bremsscheiben sind schwimmend gelagert, gelocht und innenbelüftet, hinten sind gelochte Bremsscheiben eingebaut. Die Innenausstattung des Wagens ist größtenteils mit Leder bezogen.

## Fahrleistung
Der Abarth 695 Edizione Maserati beschleunigt von 0 auf 100 km/h in 6,95 Sekunden. Die Höchstgeschwindigkeit beträgt 225 km/h. Der Kraftstoffverbrauch auf 100 Kilometer liegt bei 6,5 Liter. Der Abgasausstoß beträgt 151 g auf einen Kilometer, Abgasnorm CEE F5.